# Blu Products
A BLU Products é uma empresa norte-americana de celulares fundada e sediada em Miami, Flórida,  Estados Unidos. Ela faz telefones de baixo custo e conta com mais de 80.000 pés quadrados de projeto. A empresa atua no setor desde 1995, e em 2010, resolveu lançar sua propria marca, a BLU Products.

## História
2011
BLU Produtos, a primeira fabricante de celular latino-propriedade e a que mais cresce na região, anunciou a sua presença na CTIA Wireless 2011, o principal evento do país sem fio. BLU Products foi fundada pelo empresário latino-americano (Brasileiro) Samuel Ohev-Zion.
Dispositivos móveis BLU já estão presentes em 25 países em toda a América Latina, América Central, os EUA e todos os países do Caribe. Em regiões como a América Central, 50% dos dispositivos que estão presentes no ponto de venda são dispositivos BLU. Em outros países, como Trinidad e Tobago, BLU rapidamente se tornou a marca líder de dispositivos móveis após o lançamento com uma operadora no 4Q de 2010. Em Aruba, a principal operadora de celular Digicel introduzido em setembro de 2013 um celular Android Blu de custo muito baixo para o mercado local, indo para apenas Afl.9, - (aproximadamente US $6, -). com um plano pós-pago. Este ano, a empresa espera fabricar no Brasil, o maior mercado da América Latina.